# Spitz

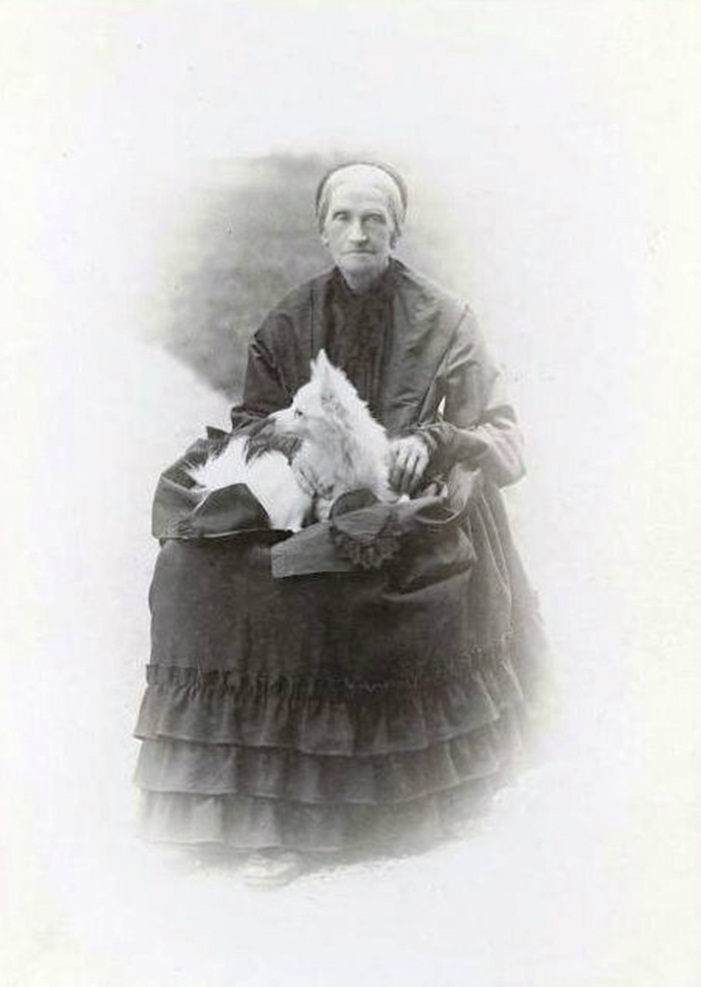
Ludovika de Bavaria, mama împărătesei Elisabeta, ținând un spitz

Spitz este o rasă de câini domestici caracterizați prin blană lungă, groasă și, de cele mai multe ori, albă și urechi și bot ascuțite. Coada se încovoaie adesea peste spatele câinelui sau atârnă în jos. Originea exactă a câinilor din acest tip nu este cunoscută, deși majoritatea celor văzuți astăzi provin din regiunea arctică sau din Siberia. Acest tip de câini a fost descris ca Canis pomeranus de naturalistul german Johann Friedrich Gmelin în revizuirea sa a lucrării Systema Naturae în 1788.